# クラレンス・アクーニャ
クラレンス・アクーニャ（Clarence Williams Acuña Donoso、1975年2月8日 - ）は、チリの元サッカー選手。元チリ代表。ポジションはミッドフィールダー。

## 来歴
1995年にチリ代表デビュー。1998 FIFAワールドカップでは全4試合に出場した。コパ・アメリカには4大会に出場した。2004年までに61試合に出場、2得点をあげた。

## 代表歴

### 出場大会
- チリ代表
  - 1998 FIFAワールドカップ

### 試合数
- 国際Aマッチ 61試合 2得点（1995年-2004年）[1]

| チリ代表 | 国際Aマッチ | 国際Aマッチ |
| 年       | 出場        | 得点        |
| -------- | ----------- | ----------- |
| 1995     | 7           | 0           |
| 1996     | 2           | 0           |
| 1997     | 11          | 0           |
| 1998     | 12          | 1           |
| 1999     | 11          | 1           |
| 2000     | 9           | 0           |
| 2001     | 2           | 0           |
| 2002     | 1           | 0           |
| 2003     | 3           | 0           |
| 2004     | 3           | 0           |
| 通算     | 61          | 2           |